# Nena von Schlebrügge
Birgitte Caroline „Nena“ von Schlebrügge (*8. ledna 1941 Mexiko City) byla v 50. a 60. letech úspěšnou modelkou, než se rozhodla pro kariéru psychoterapeutky. V roce 1991 se stala členkou představenstva Tibet House US v New Yorku a od roku 2001 se angažuje v rozvoji Menla Mountain Retreat, duchovního centra v pohoří Catskill Mountains.

## Původ

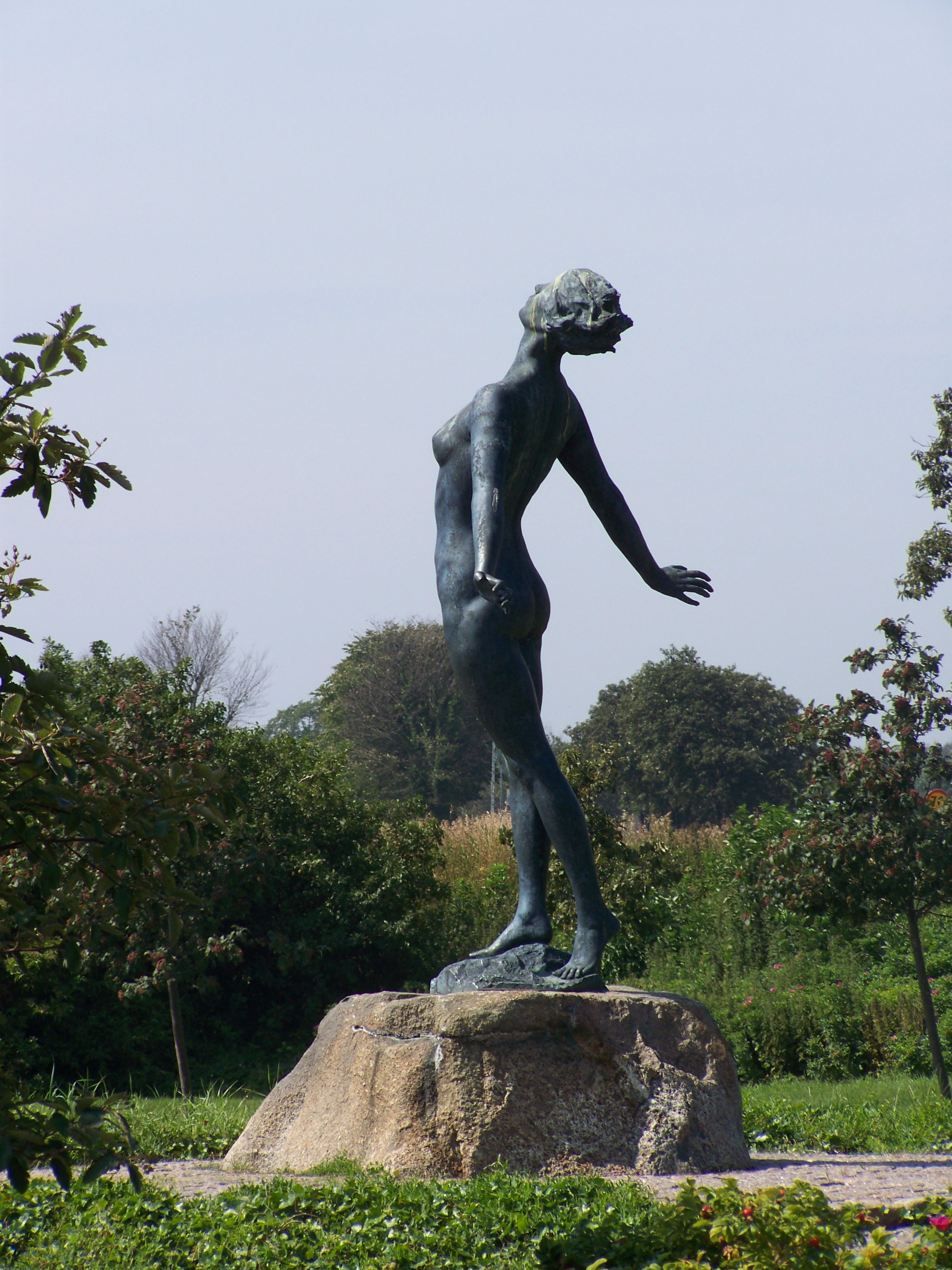
Socha Famntaget ve Smygehuku

Nena je dcerou švédské matky Birgit Holmquist (1911–1973) a německého otce, barona Friedricha Karla Johannese von Schlebrügge (1886–1954), který sloužil jako kavalerista v první světové válce. V meziválečném období byl obchodníkem v Berlíně. Nacisté ho uvěznili kvůli odmítnutí návratu do armády a ochraně židovských přátel. Birgit se za něj během věznění provdala a díky svému švédskému občanství dosáhla jeho propuštění. Pár poté uprchl do Mexika, kde se narodil jejich syn Björn (*1937) a dcera Nena.
Birgit pózovala ve 30. letech sochaři Axelu Ebbemu pro sochu Famntaget neboli The Embrace, která se nachází v přístavu švédského města Smygehuk. Z otcovy strany má Nena starší nevlastní sestru, která je babičkou švédského fotbalisty Maxe von Schlebrügge.

## Kariéra

### Modeling
V roce 1955, ve čtrnácti letech, si jí během návštěvy Stockholmu všiml anglický módní fotograf magazínu Vogue Norman Parkinson. O dva roky později se přestěhovala do Londýna, kde odstartovala kariéru modelky. Brzy poté ji Eileen Ford pozvala do New Yorku, kde se stala součástí agentury Ford Models a spolupracovala s prestižními módními časopisy jako Vogue a Harper's Bazaar.

### Herectví
V roce 1967 získala roli ve filmu Ciao! Manhattan, kde hrála po boku Edie Sedgwick, múzy Andyho Warhola. Film se natáčel čtyři roky a během postprodukce byly její scény vystřiženy. Některé z nich jsou však dochovány ve speciálních verzích filmu na DVD. Účinkovala také v americkém komediálně-dramatickém filmu Julian Po z roku 1997 a v roce 2013 se objevila v televizním seriálu Arena.

### Podpora tibetské kultury
V roce 1986 se spolu s manželem Robertem Thurmanem, skladatelem Philipem Glassem a hercem Richardem Gerem podílela na založení organizace Tibet House US v New Yorku, která vznikla z iniciativy dalajlamy s cílem zachovat tibetskou kulturu a civilizaci. V letech 1991–2002 působila jako výkonná ředitelka této instituce. Během svého působení se zasazovala o rozvoj kulturních a vzdělávacích programů a spolu s Philipem Glassem iniciovala každoroční benefiční koncert v Carnegie Hall a benefiční aukci v Christie's.

## Osobní život

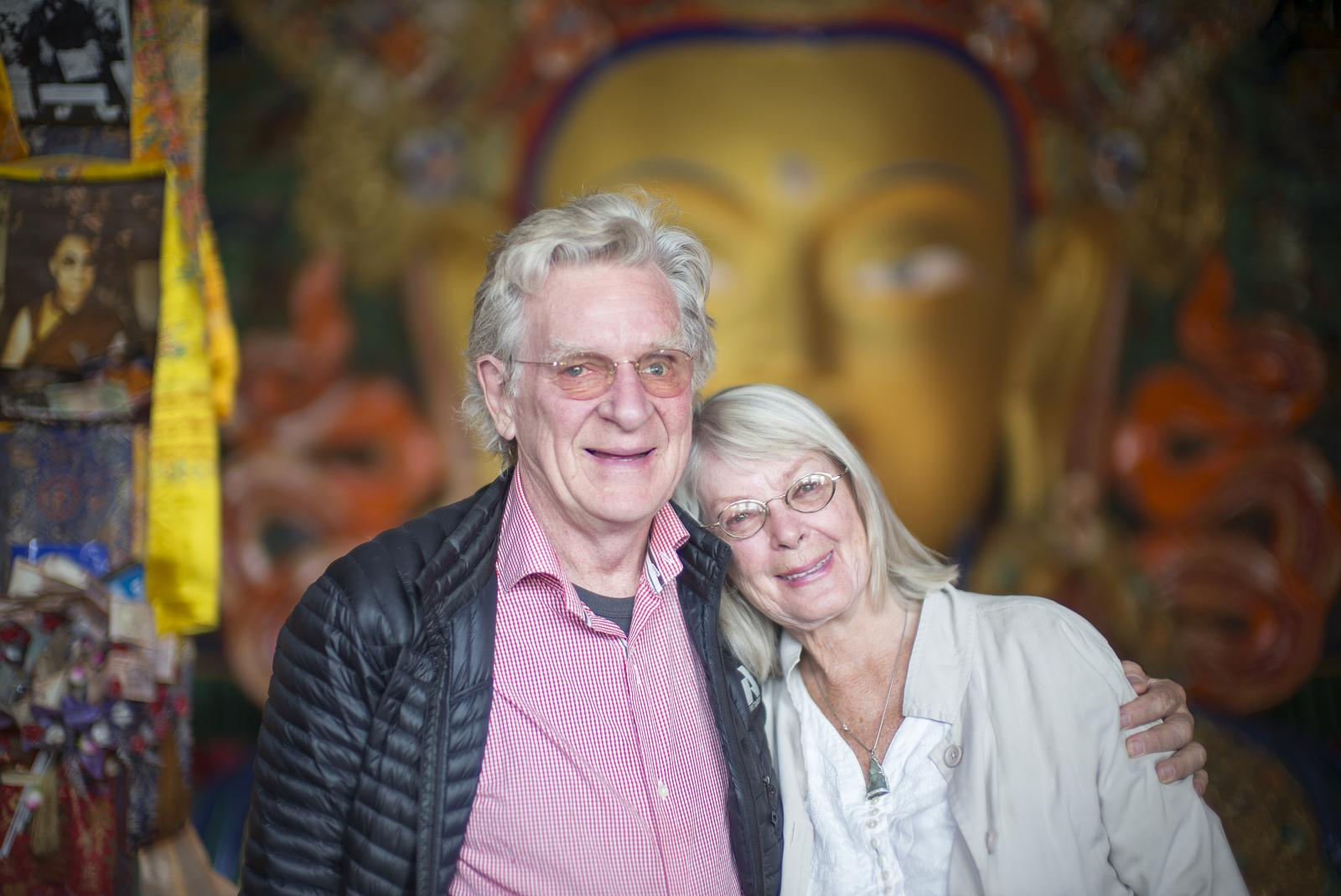
Nena von Schlebrügge a Robert Thurman v klášteře Thiksey

V roce 1964 se Nena provdala za amerického psychologa Timothyho Learyho, což bylo zdokumentováno v krátkém filmu D. A. Pennebakera You're Nobody Till Somebody Loves You. Manželství však trvalo pouze rok. V roce 1967 se Nena provdala za buddhistického učence a bývalého mnicha Roberta A. F. Thurmana, s nímž se seznámila v Millbrooku ve státě New York. V témže roce se jim narodil první syn, Ganden Thurman, který je výkonným ředitelem Tibet House US. Manželé mají celkem čtyři děti – kromě Gandena také herečku Umu Thurmanovou (*1970) a syny Dechena (*1973) a Mipama (*1978). Mají sedm vnoučat.